# Chlorocyphidae
A Chlorocyphidae a kis szitakötők (Zygoptera) alrendjébe és a fátyolkaszitakötők öregcsaládjába tartozó egyik  család.

## Rendszerezés
A családba az alábbi nemek tartoznak:
- Africocypha
- Calocypha
- Chlorocypha
- Cyrano
- Disparocypha
- Indocypha
- Libellago
- Melanocypha
- Pachycypha
- Platycypha
- Rhinocypha
- Rhinoneura
- Sclerocypha
- Sundacypha
- Watuwila